# مارغريت باتلر
مارغريت باتلر (بالإنجليزية: Margaret Mary Butler)‏ هي نحّاتة نيوزيلندية، ولدت في 30 أبريل 1883 في غرايموث في نيوزيلندا، وتوفيت في 4 ديسمبر 1947 في ويلينغتون في نيوزيلندا بسبب سرطان.